# Michael Germann
Michael Germann (* 1967) ist ein deutscher Jurist und Hochschullehrer an der Martin-Luther-Universität Halle-Wittenberg.

## Leben
Germann begann nach seinem Abitur 1986 am Karls-Gymnasium Stuttgart zum Wintersemester 1987/88 ein Studium der Rechtswissenschaften an der Universität Tübingen. Dieses setzte er 1990 nach einem Auslandsaufenthalt an der Universität Genf an der Universität Erlangen-Nürnberg fort und schloss es dort 1992 mit dem Erwerb des Ersten Juristischen Staatsexamens ab. 1994 folgte das Zweite Staatsexamen. Bereits seit 1992 war Germann als wissenschaftlicher Mitarbeiter, nach seinem Zweiten Staatsexamen als wissenschaftlicher Assistent von Christoph Link am Hans-Liermann-Institut für Kirchenrecht in Erlangen tätig, wo er 1999 seine Promotion zum Dr. jur. abschloss. Diese Arbeit erhielt sowohl den Promotionspreis der Juristischen Fakultät der Friedrich-Alexander-Universität Erlangen-Nürnberg wie auch den Promotionspreis der Staedtler-Stiftung. 2001 folgte dort seine Habilitation, womit er die venia legendi für die Fächer Staats- und Verwaltungsrecht und Kirchenrecht erwarb. Seine Habilitationsschrift wurde 2001 mit dem Konrad-Hellwig-Habilitationspreis ausgezeichnet.
Seit dem Wintersemester 2002/03 ist Germann Inhaber des Lehrstuhls für Öffentliches Recht, Staatskirchenrecht und Kirchenrecht an der Juristischen Fakultät der Universität Halle-Wittenberg. Seit 2008 ist er zudem kooptiertes Mitglied der Hallenser Theologischen Fakultät. 2015 wurde Germann zudem zum Richter am Landesverfassungsgericht Sachsen-Anhalt ernannt.
Germann ist verheiratet und Vater von vier Kindern.

## Tätigkeit in der Evangelischen Kirche Mitteldeutschland
Michael Germann war maßgeblich an der Erarbeitung der Kirchenverfassung der Evangelischen Kirche Mitteldeutschland (EKMD) beteiligt. 2014 gehörte er einer Kommission zur Überarbeitung der Verfassung an. In einem Streit über die Einbettung geschlechtergerechter Sprache in die Kirchenverfassung verließ Germann die Kommission. Ohne seine Mitwirkung wurde so eine neue Version der Kirchenverfassung mit entsprechenden Änderungen erarbeitet und schließlich 2018 der Landessynode zur Abstimmung vorgelegt. Im Vorfeld der Abstimmung forderte Germann die Mitglieder der Landessynode in einem offenen Brief zur Ablehnung der Änderungen der Kirchenverfassung auf. Die Mitglieder der Landessynode lehnten daraufhin mit einer Stimme Mehrheit den Änderungsentwurf ab.
Darüber hinaus steht Germann der Landeskirche auch als Gutachter in Kirchenverfassungsfragen zur Verfügung.

## Veröffentlichungen und Herausgeberschaften (Auswahl)
- Gefahrenabwehr und Strafverfolgung im Internet. Duncker & Humblot, Berlin 2000, ISBN 3-428-09985-0 (Dissertation).
- Die Gerichtsbarkeit der evangelischen Kirche. bislang ungedruckt, Erlangen (Habilitationsschrift).
- Zeitschrift für evangelisches Kirchenrecht (Mitherausgeber seit dem Jahrgang 2005).
- Jus Ecclesiasticum. Beiträge zum evangelischen Kirchenrecht und Staatskirchenrecht (Mitherausgeber seit 2014).
- Textauswahl zum Staatskirchenrecht und Kirchenrecht Universitätsverlag Halle-Wittenberg, jeweils mit Ausgaben für Halle, Köln, Tübingen, Potsdam, Bonn, Berlin/Potsdam, Erlangen, Göttingen, Mainz, Pullach, Bochum.